# Cinque pistole
Cinque pistole (Five Guns to Tombstone) è un film del 1960 diretto da Edward L. Cahn.
È un western statunitense con James Brown e John Wilder.

## Produzione
Il film, diretto da Edward L. Cahn su una sceneggiatura di Richard Schayer e Jack DeWitt e un soggetto di Arthur E. Orloff, fu prodotto da Robert E. Kent tramite la Robert E. Kent Productions (accreditata come Zenith Pictures) e girato nei Samuel Goldwyn Studios dall'11 luglio 1960.

## Distribuzione
Il film fu distribuito con il titolo Five Guns to Tombstone negli Stati Uniti nel gennaio 1961 (première a Los Angeles il 28 dicembre 1960) al cinema dalla United Artists.
Altre distribuzioni:
- in Germania Ovest il 18 maggio 1961 (Reiter der Vergeltung)
- in Finlandia il 1º settembre 1961 (Ansa on viritetty)
- in Svezia l'11 dicembre 1961
- in Austria nel febbraio del 1962 (Reiter der Vergeltung)
- in Italia (Cinque pistole)

## Promozione
Le tagline sono:
- The Story That Gave Tombstone Its Name
- THE BLOODY DAY TOMBSTONE GOT ITS NAME
- 'GUN DOWN THE KILLERS!" - The Bloody Day Tombstone got its name! (original print ad)
- Billy Wade out to gun down the killers!
- KILLER OUTLAWS HUNGRY FOR GOLD---and Hell comes to Arizona!